# Arcada dentária
Em anatomia, chama-se arcada dentária o arco formado pelo conjunto de dentes e seus respectivos ossos de sustentação de cada maxilar.